# Sennan
Sennan (japanisch 泉南市, -shi) ist eine Stadt in der Präfektur Osaka in Japan.

## Geographie
Sennan liegt südwestlich von Osaka und Sakai.

## Geschichte
Der Name ist der umgebenden Region Sennan (泉南地域 Sennan-chiiki) entnommen, die der Südteil (南部) der früheren Provinz Izumi (和泉) war.
Sennan wurde am 1. Juli 1970 zur kreisfreien Stadt.

## Sehenswürdigkeiten

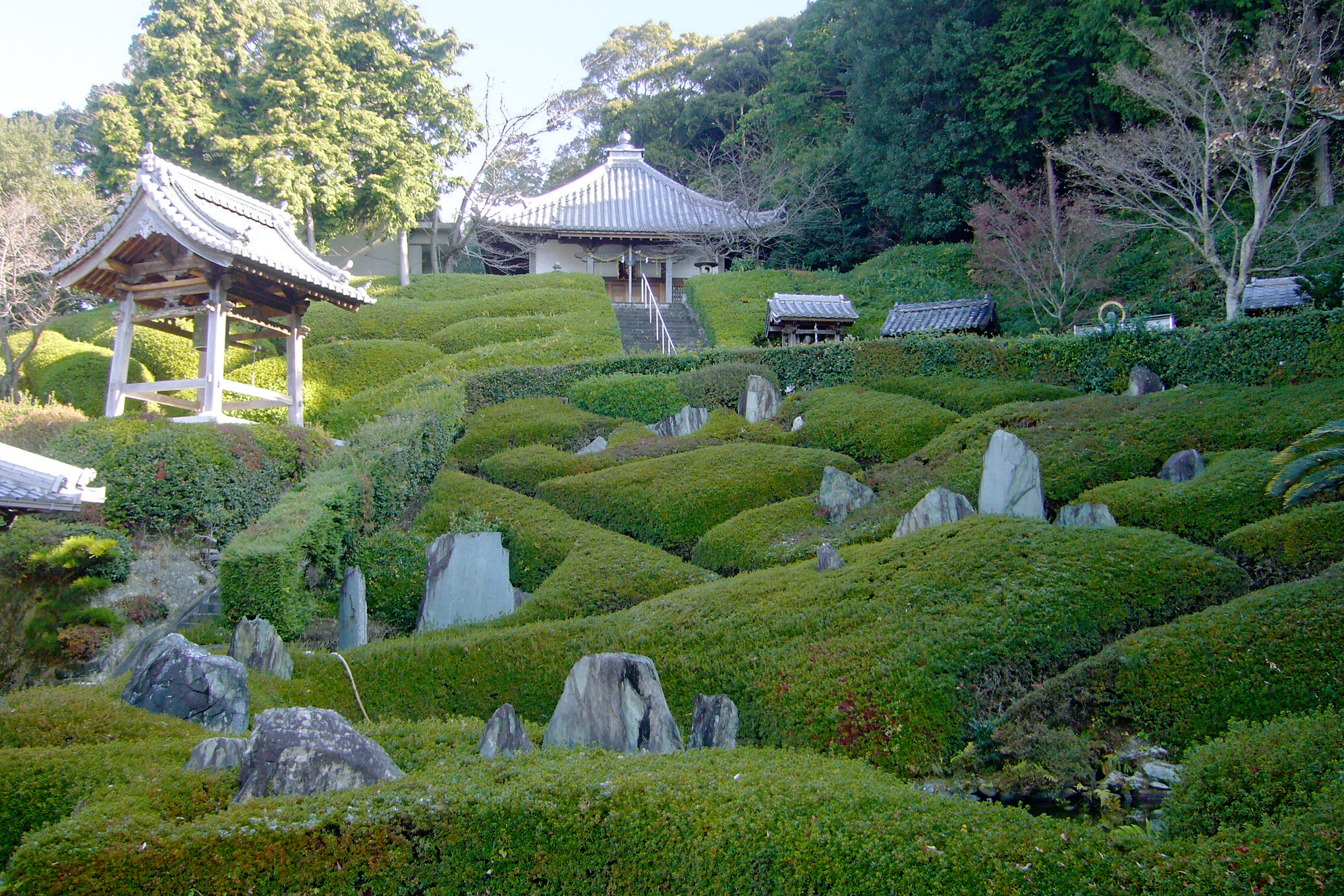
Rinshō-ji

- buddhistische Tempel:
  - Chōkei-ji (長慶寺)
  - Ōjō-in (往生院)
  - Rinshō-ji (林昌寺)

## Verkehr

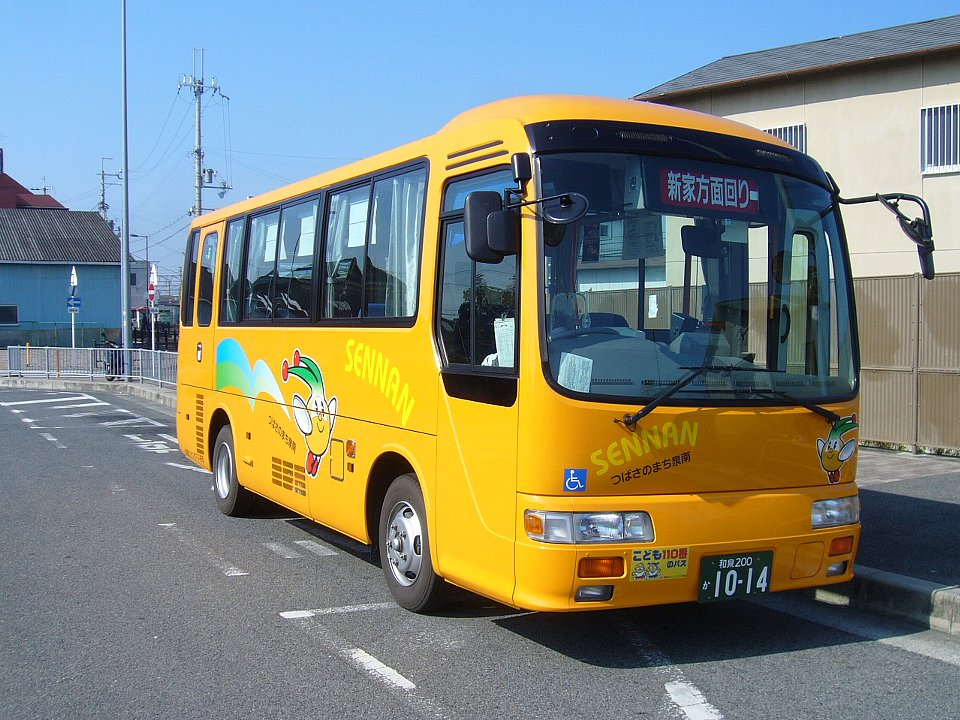
Sennan City Community Bus

- Eisenbahn:
  - Nankai-Hauptlinie
  - JR Hanwa-Linie

- Straßen:
  - Hanwa-Autobahn
  - Nationalstraße 26

## Angrenzende Städte und Gemeinden

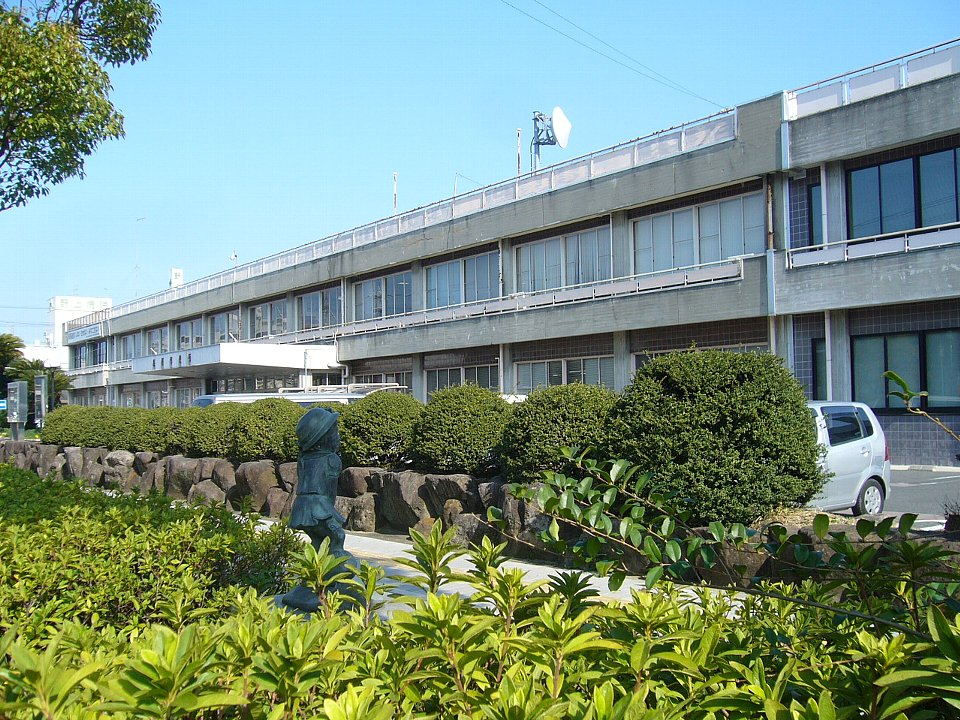
Rathaus von Sennan

- Präfektur Osaka
  - Izumisano
  - Hannan
  - Tajiri
- Präfektur Wakayama
  - Kinokawa
  - Iwade